# Torre de Taialà (Girona)
|  | No s'ha de confondre amb Torre de Taialà. |

La Torre de Taialà és una obra de Girona declarada bé cultural d'interès nacional.

## Descripció
És un conjunt d'edificis desenvolupats en planta en forma L, lleugerament irregular i amb un pati tancat per alts murs. A aquest s'hi accedeix per un portal dovellat. Les parets són de maçoneria i actualment encara conserven parcialment l'arrebossat. Hi ha carreus a les cantonades i emmarcant les obertures. Adossada a la façana nord es conserva una torre circular parcialment enderrocada. A la façana de ponent es pot veure una finestra gòtica amb arquets tapiats. El sostre interior de la planta baixa és amb volta de canó. Actualment el conjunt es troba parcialment enderrocat.

## Història
La torre de Taialà o de Cerdà ha estat a l'origen del barri urbanització que porta el mateix nom.